# (21608) Gloyna
(21608) Gloyna es un asteroide perteneciente al cinturón de asteroides, descubierto el 7 de abril de 1999 por el equipo del Lincoln Near-Earth Asteroid Research desde el Laboratorio Lincoln, Socorro, Nuevo México.

## Designación y nombre
Designado provisionalmente como 1999 GQ35. Fue nombrado en honor de Tara Ellen Gloyna (n. 1989) quien obtuvo el segundo lugar en la Feria Internacional de Ciencia e Ingeniería Intel 2005 por su proyecto de ciencias ambientales. Asiste a Temple High School en Temple (Texas), EE. UU.

## Características orbitales
Gloyna está situado a una distancia media del Sol de 2,366 ua, pudiendo alejarse hasta 2,726 ua y acercarse hasta 2,005 ua. Su excentricidad es 0,152 y la inclinación orbital 5,656 grados. Emplea 1329,13 días en completar una órbita alrededor del Sol.

## Características físicas
La magnitud absoluta de Gloyna es 14,85. Tiene 2,983 km de diámetro y su albedo se estima en 0,345.